# Santa Catalina de Alejandría (Antonio Vela Cobo)

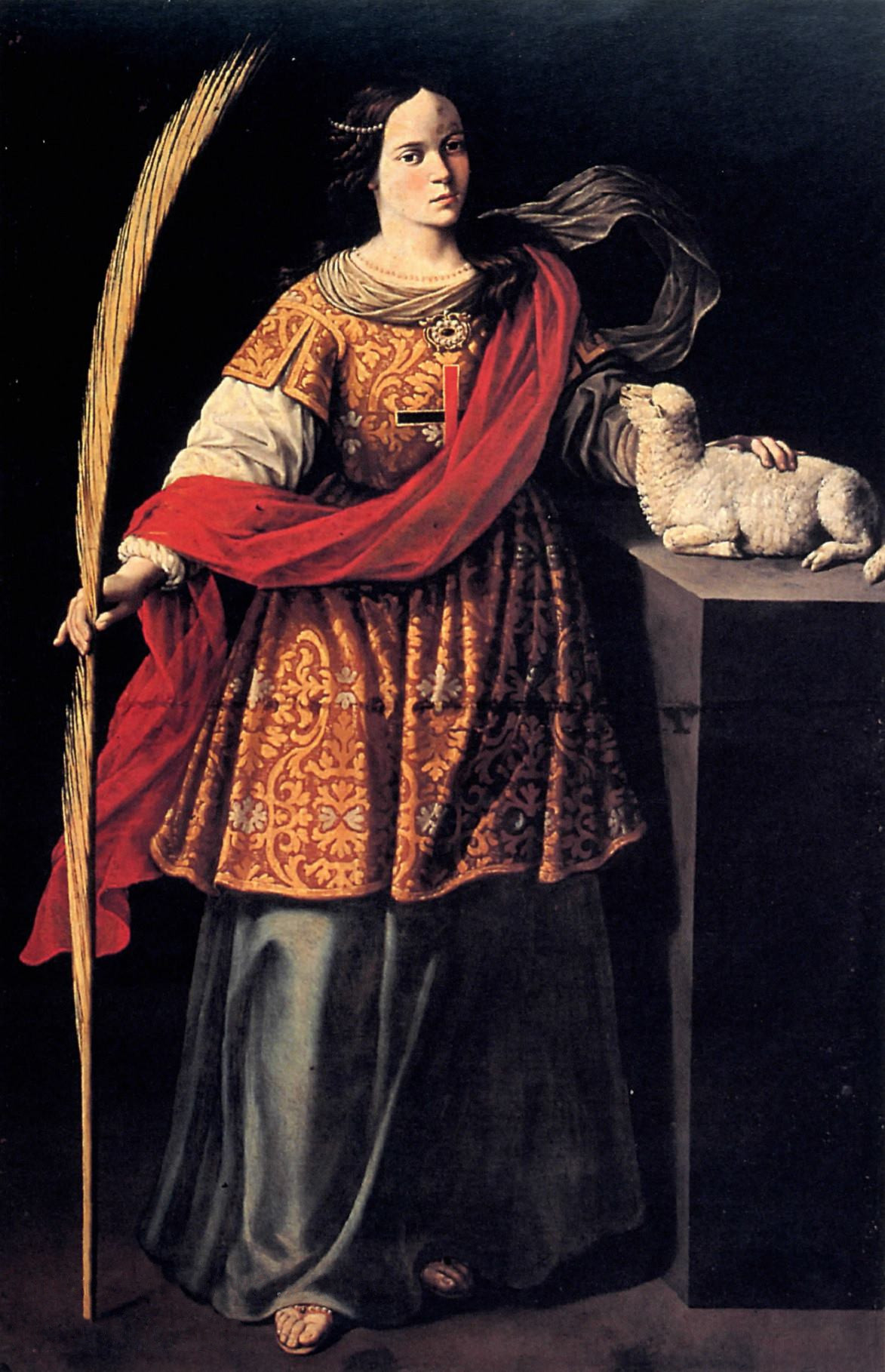
Santa Inés, pintada por Antonio Vela Cobo, formaba pareja con este lienzo.

Santa Catalina de Alejandría es una pintura atribuida al artista español Antonio Vela Cobo, pintada circa 1660-1670.
La autoría de la obra ha ido variando con el tiempo, siendo atribuida anteriormente a Francisco de Zurbarán, Bernabé de Ayala o José de Sarabia. Actualmente se considera obra de Antonio Vela Cobo.
La pintura representa a Catalina de Alejandría de pie, vestida con ricos ropajes y en cuyo pecho aparece la cruz trinitaria. En su mano derecha porta una espada que hace referencia a su muerte por decapitación. En la mano izquierda lleva una palma representando al martirio. Sobre la cabeza lleva una corona como signo de realeza. A sus pies, junto a la punta de la espada, yace una cabeza masculina que representaría al emperador que ordenó su decapitación.
El lienzo procede del convento de Nuestra Señora de Gracia, también conocido como convento de los Trinitarios, y formaba pareja con otra del mismo artista que representa a Santa Inés. Actualmente se conserva en el Museo de Bellas Artes de Córdoba.